# Images documentaires
Images documentaires est une revue trimestrielle fondée en 1990 sous le titre Images en bibliothèque. 
Seule publication consacrée entièrement au cinéma documentaire, Images en bibliothèque devient Images documentaires en 1993.
La revue est dirigée par Catherine Blangonnet-Auer. Son comité de rédaction est composé de Gérard Collas, Charlotte Garson, Arnaud Hée, Cédric Mal et Annick Peigné-Giuly.
« De numéro en numéro, dans un format très pratique à l'usage et une maquette dont la sobriété accorde une place première à la force des mots et à la rigueur de la pensée, la revue s'est attachée à défricher le champ du documentaire », souligne Céline Gailleurd dans les Cahiers du cinéma.
« L'effort pour élargir sa diffusion place aujourd'hui la revue dans le domaine des publications de référence, spécialisée dans le cinéma documentaire, et destinée non plus au seul public des bibliothécaires, mais à tout esprit curieux et amateur, passionné de cinéma documentaire ».
Dans Astérisque. La Lettre de la Scam, Anne-Lise Carlo note que « depuis plus de vingt ans, la revue Images documentaires raconte le cinéma du réel. Un travail de décryptage précieux qui pourrait se trouver menacé ».
La revue organise « Les Rencontres d'Images documentaires » au Centre Pompidou,.
Nicole Brenez, Jean-Louis Comolli, Philippe Pilard et François Porcile, entre autres, figurent parmi ses collaborateurs.